# Modele VAR
Uzasadnienie: dubel
Model wektorowej autoregresji (ang. Vector autoregression model, VAR) podobnie jak w przypadku modeli AR nie posiada podziału na zmienne egzogeniczne oraz endogeniczne. Dzieje się tak, gdyż każda zmienna uwzględniona w modelu ma wpływ na pozostałe zmienne, a proces modelowania dotyczy każdej zmiennej. Dzięki tej zależności można w lepszym stopniu modelować badane zjawisko. W każdym procesie zachodzącym w ekonomii występują zależności sprzężone, ich istnienie pozwala uwzględnić modele VAR. Inną cechą odróżniającą modele VAR od zwykłych modeli strukturalnych to fakt, iż na parametry modelu nie ma nałożonych restrykcji zerowych.
Ważnym aspektem, o którym należy pamiętać przy modelowaniu z wykorzystaniem modeli VAR to fakt, że do analizy należy wziąć tylko zmienne stacjonarne. W przypadku, gdy zmienne są niestacjonarne mamy dwa wyjścia. Pierwszym jest odpowiednia transformacja zmiennych, czyli standaryzacja, normalizacja czy przejście na przyrosty. Drugim rozwiązaniem jest analiza tego zagadnienia z wykorzystaniem modeli VECM. Modele VAR pozwalają na analizę szeregu zjawisk w tym:
- badanie przyczynowości zjawisk,
- analizę odpowiedzi na impulsy,
- modelowanie zależności pomiędzy zmiennymi,
- prognozowanie zjawisk dynamicznych i finansowych.

Model VAR (p) można zapisać jako:
{\displaystyle Y_{t}=\sum _{t=1}^{p}A_{i}Y_{t}-i+E_{t}}
Yt – wektor wartości analizowanych procesów w chwili t (uwzględniający wszystkie zmienne w modelu),
Ai  – macierz parametrów przy opóźnieniach zmiennych z wektora Y,
Et  – wektor stacjonarnych zakłóceń losowych.
Do estymacji modeli VAR najlepiej zastosować UMNK (uogólniona metoda najmniejszych kwadratów). Metoda ta polega na przyjęciu za nieznane oceny parametrów B wektor bΩ, za pomocą którego minimalizujemy ważoną sumę kwadratów reszt. Wagami tej minimalizacji są elementy macierzy odwrotnej do macierzy proporcjonalnej do macierzy kowariancji składników losowych.
Po zakończeniu procesu estymacji, aby sprawdzić czy wyestymowany model może być użyty w praktycznym wymiarze należy sprawdzić szereg założeń dotyczących składnika losowego. Pierwszym krokiem jest sprawdzenie czy pomiędzy składnikami losowymi nie występuje autokorelacja lub zależność. Składniki losowe powinny być bowiem nieskorelowane i niezależne.